# Saga (miejscowość)
Saga – miejscowość w Hiszpanii, w Katalonii, w prowincji Girona, w comarce Baixa Cerdanya, w gminie Ger.
Według danych INE z 2005 roku miejscowość zamieszkiwało 12 osób.